# Cholera drůbeže
Cholera drůbeže (odlišovat od humánní cholery, jejíž příčinou je bakterie Vibrio cholerae) je bakteriální onemocnění domácí drůbeže způsobované bakterií Pasteurella multocida. Podle zákona o veterinární péči č. 166/1999 Sb. představuje cholera nebezpečnou nákazu hrabavé i vodní drůbeže, která probíhá ve formě akutní hemoragické septikémie s vysokou morbiditou i mortalitou nebo ve formě chronické, případně jako lokalizovaná (latentní) infekce. Její výskyt i průběh jsou ovlivňovány prostředím. Historický význam sehrála v začátcích bakteriologie.
Jako pasteurelóza se obecně označují infekce ptáků, příp. i onemocnění, vyvolané bakteriemi z rodu Pasteurella. Pasteurelóza byla popsána u mnoha druhů ptáků z čeledí bažantovitých (Phasianidae) a kachnovitých (Anatidae), u krůt, pštrosů, papoušků, holubů, dravců (Falconiformes) i pěvců (Passeriformes). Existují značné druhové rozdíly ve vnímavosti k infekci i k onemocnění. Nejzávažnější pasteurelózou u ptáků je cholera drůbeže.

## Historie a výskyt
Epizootie cholery u drůbeže jsou popisovány již v 18. století. Název "cholera drůbeže" poprvé použil Mailet (1836). Benjamin (1851) prokázal její kontagiozitu a formuloval způsoby její prevence. V roce 1879 prokázal Toussaint bakteriální etiologii a Pasteur (1880) izoloval bakterie v čisté kultuře a připravil vůbec první očkovací látku záměrným oslabením patogenity bakterií. V USA jsou první popisy cholery známy již před rokem 1867. V minulosti se cholera v Evropě hojně vyskytovala a způsobovala značné ztráty. Se zlepšováním podmínek hygieny chovů a kvality krmných směsí se frekvence výskytu i průběh onemocnění postupně snižovaly a dnes se cholera objevuje sporadicky, většinou jen v chronické nebo lokalizované formě.

## Příčina nemoci (etiologie)
Z bakterií zařazovaných do rodu Pasteurella (v současné době 11-13 druhů) byly u ptáků prokázány kromě bakterie P. multocida (původce cholery drůbeže) také méně patogenní P. anatis, P. avium, P. gallinarum, P. langaa, P. volantium a P. species A. P. gallinarum vykazuje nižší patogenitu, má stejné hostitelské spektrum jako P. multocida a hraje spíše roli jako sekundární patogen. Kromě výše uvedených byly u vodní drůbeže, holubů a pěvců izolovány i další pasteurely, které ale nebyly dosud taxonomicky zařazeny a jejich význam není přesně znám; pravděpodobně jsou také podmíněně patogenní.

### Morfologie
Bakterie P. multocida je G-, nepohyblivá, nesporulující, opouzdřená nebo neopouzdřená krátká tyčinka (0,2-0,4 x 0,6-2,5 µm), typicky ovoidního nebo kokobacilárního typu. Vyskytuje se jednotlivě nebo v párech, občas jako řetízky nebo vlákna. Za nevhodných podmínek nebo po opakovaných kultivacích mají buňky tendenci k pleomorfismu. V otiscích z tkání, krve, exsudátů a v čerstvě izolovaných kulturách se barví bipolárně po obarvení podle Giemsy nebo Wrighta. U opouzdřených kmenů je pouzdro prokazatelné metodou negativního barvení. Podle virulence a utilizace sorbitolu a dulcitolu se rozlišují 3 fenotypicky odlišné poddruhy - P. multocida ssp. multocida, P. multocida ssp. septica a P. multocida ssp. gallinarum.

### Kultivace
P. multocida roste na běžných půdách při optimální teplotě kolem 37 °C a pH 7,2-7,8. Pro izolaci pasteurel existují různá selektivní i chemicky definovaná média, obsahující kyselinu pantotenovou a nikotinamid jako růstový faktor. V tekutých půdách obohacených peptonem, hydrolyzátem kaseinu nebo ptačím sérem naroste za 16-24 hodin s difuzním zákalem a následným viskózním sedimentem. Roste na obyčejném agaru i na agaru s přídavkem krve (nehemolyzuje) nebo séra. Kultivace na Endově agaru je vesměs negativní nebo značně opožděná, s koloniemi o průměru nejvýše 0,3 mm. Na MacConkeyově půdě a na Simmonsově citrátovém agaru P. multocida neroste.
Pasteurely na pevných kultivačních půdách snadno disociují, takže se můžeme setkat s hladkou, mukózní i drsnou fází růstu P. multocida. Silně virulentní a opouzdřené bakterie izolované z akutních epizootií zpravidla rostou v S-fázi v podobě hladkých, lesklých, konvexních, charakteristicky zapáchajících a světlolomných kolonií velikosti 2–3 mm, s tendencí splývat. Ze sporadických případů chronické cholery lze vykultivovat kolonie plošší, menší (1–2 mm), namodralé barvy, nesvětlolomné a ohraničené. Takové izoláty jsou obvykle méně virulentní a neopouzdřené. Někdy vyrůstají pasteurely v podobě mukózních, vlhkých, velkých, šedých a splývajících kolonií (M-fáze). Jedná se většinou o neopouzdřené avirulentní kmeny. Virulentní izoláty mohou během kultivací disociovat a růst v podobě namodralých, šedých i drsných kolonií. Rozdílné růstové formy mohou být do určité míry ovlivněny složením média; mají význam pro výběr imunogenních kmenů.

### Biochemické vlastnosti
Kromě glukózy, fruktózy, galaktózy (bez tvorby plynu) a sacharózy zkvašuje P. multocida také mannitol, kdežto laktóza a maltóza zůstávají beze změn. Kmeny tvoří indol a sirovodík, rozkládají ornitin a dávají reakci na katalázu, popř. i na oxidázu. Želatinu nezkapalňují, zkouška na ureázu je negativní. P. multocida ssp. septica  jako jediná ze 3 poddruhů nezkvašuje sorbitol, P. multocida ssp. gallinarum naopak jako jediná zkvašuje dulcitol.

### Odolnost v prostředí
Ve vnějším prostředí jsou pasteurely poměrně málo odolné, jsou destruovány slunečním světlem, sušením a teplem. Při vysušení zanikají za 2-3 dny, v krvi a trusu vydrží až 10 dnů, v půdě 14 dnů, ve vodě až 3 týdny. Teploty nad 60 °C ničí pasteurely během několika minut. Za stejnou dobu je ničí běžné dezinfekční prostředky – formaldehyd, fenol, louh sodný i draselný, betapropiolakton nebo glutaraldehyd.

### Antigenní vlastnosti
Sérotypizace P. multocida je založena na detekci specifických pouzderných a somatických antigenů. Specifické antigeny pouzdra, prokazatelné pasivním hemaglutinačním testem, umožňují rozlišit 5 sérologických typů označovaných velkými písmeny - A,B,D,E,F, přičemž u ptáků byly zjištěny sérotypy A,B,D a F. Mukózní pouzdro (u typu A představované z převážné části hyaluronovou kyselinou) je faktorem virulence a pravděpodobně i protekčním (imunogenním) antigenem. Inhibuje fagocytózu a baktericidní aktivitu polymorfonukleárních leukocytů. Je termolabilní a ničí se teplotou 56 °C po 30 min a po více než 24hod pobytu v termostatu při 37 °C.
Typizace somatických lipopolysacharidových antigenů pasteurel se provádí zkumavkovou aglutinací anebo častěji precipitací v gelu. Doposud bylo identifikováno 16 somatických sérotypů označovaných arabskou číslicí, z nichž některé jsou v přímém vztahu k hostiteli i k onemocnění. Kmeny všech sérotypů byly izolovány i z ptačích hostitelů. U různých pouzderných typů se mohou zjišťovat stejné termostabilní tělové antigeny. Antigeny jednoho kmene reagují často s větším počtem monotypových sér, takže se např. zjišťují sérotypy A:3,4 nebo A:3,4,12 apod. Cholera drůbeže je v 70-90 % způsobována sérotypy A:1,3 anebo 4; méně často se vyskytují sérotypy A:5, A:9, A:14, F:1, F:3, B:4 a D:12, které jsou také patogenní. K identifikaci a typizaci P. multocida lze také využít její citlivosti k bakteriofágům.

### Patogenita
Vznik a průběh nemoci závisí na virulenci P. multocida, na geneticky determinované vnímavosti hostitele k onemocnění a jeho obranných schopnostech. Pasážováním bakterií v oslabených zvířatech dochází ke zvýšení virulence původce (např. při nedostatku vitamínu A, špatné zoohygieně, po transportu apod.). Pro silně virulentní kmeny není oslabení organismu nutné.
P. multocida infikuje ptáky přes sliznice dutiny zobáku, nosohltanu, horních cest dýchacích, spojivku oční nebo přes kožní poranění (např. kousnutím kočky). Pasteurely mohou být přítomny v dýchacím traktu i u klinicky zdravých jedinců, kteří jsou nosiči bakterií. Je-li porušena rovnováha ve vztahu hostitel - bakterie, vyvolává pasteurela onemocnění. Příčinou může být nezvykle rychlá pasáž z jednoho hostitele na druhého, při které se zvyšuje virulence původce, anebo snížená odolnost hostitele. Častou příčinou snížené odolnosti hostitele bývá primární virová infekce.

### Toxiny
Všechny kmeny P. multocida, bez ohledu na virulenci, produkují endotoxin lipopolysacharidové povahy, který je toxický pro myš a pyrogenní pro králíka. Ve starších kulturách se uvolňuje spontánní lýzou bakterií. V krvi a tkáních zvířat s hemoragickou septikémií jej lze prokázat volný; indukuje aktivní imunitu. U některých kmenů P. multocida sérotypu A a D izolovaných z krůt byla zjištěna produkce termolabilního proteinového toxinu, který měl dermonekrotické účinky a byl letální pro krůťata.

## Vznik a šíření nemoci (epizootologie)
Výskyt cholery se vyznačuje určitou sezónností, zpravidla se objevuje v pozdním létě, na podzim a v zimě. Relativně častější je v zemích s mírným a teplým podnebím, v porovnání se severskými státy či zeměmi v tropickém pásmu. Existují predispoziční faktory ovlivňující průběh nemoci.

### Hostitel
Většina terénních výskytů cholery se objevuje u domácí drůbeže, může ale postihovat i pernatou zvěř, chovy exotů, pštrosy, ptáky v zoologických zahradách i divoce žijící ptáky. Široký hostitelský rozsah P. multocida naznačuje, že pravděpodobně všechny druhy ptáků jsou vnímavé k infekci. Kmeny P. multocida izolované z ptáků postižených akutní cholerou obvykle zabíjejí králíky a myši; ostatní laboratorní savci jsou k infekci rezistentní. Koně, skot, ovce, prasata, psi a kočky jsou refrakterní k orální inokulaci a podkožní (sc.) infekce způsobuje pouze lokální abscesy. Všechna tato zvířata ale mohou uhynout po nitrožilní (iv.) inokulaci.
Z domácí drůbeže jsou nejvnímavější krůty, kachny a husy. Stresující faktory, jako např. současná změna klimatu, výživy, zhoršené chovatelské prostředí aj., mohou negativně ovlivňovat výskyt i průběh nemoci. V porovnání s krůtami je kur domácí méně vnímavý, přičemž dospělí kohouti a slepice jsou vnímavější než kuřata a mladá drůbeže; většinou onemocní až po 16. týdnu věku.
Při terénních výskytech cholery u slepic se mortalita pohybuje obvykle mezi 0-20 %, často je pozorován pokles snášky a perzistující lokalizované infekce. Podobně jako u krůt i v chovech kura domácího působí stresory prostředí jako predispoziční faktory. Cholera se může objevit i u dravců, pštrosů, bažantů, volně žijících vodních ptáků a dalších ptáků v zoologických zahradách.
Morishita et al. (1996) vyšetřovali kultivačně na P. multocida 253 klinicky zdravých a 75 nemocných papoušků různých rodů. Pouze u 5 papoušků (Pionites leucogaster xanthomeria, Coracopsis nigra 2x, Psittacus erithacus a Nymphicus hollandicus) vyizolovali pasteurelu sérotypu 3 (papoušci se septikémií) nebo sérotypu 4,7 (papoušci s pododermatitidou). Izolát z korely, která byla ukořistěna kočkou, patřil k sérotypu 3 a nebyl geneticky příbuzný s jinými 2 izoláty stejného sérotypu. Stejní autoři zjistili choleru u 8 případů z 398 vyšetřovaných dravců z řádů Falconiformes a Strigiformes. Šest izolátů P. multocida patřilo do sérotypu 1, zbývající dva do sérotypů 3 a 3,4. Choleru také prokázali u káně rousné (Buteo lagopus) a výrečka plaménkového (Otus flammeolus), projevující se abscesy v orofaryngu a jícnu.
U holubů se cholera na rozdíl od drůbeže vyskytuje velmi zřídka; holubi ani při úzkém a intenzivním kontaktu s postiženou drůbeží neonemocní.

### Přenos, nosiči a vektory
P. multocida nepatří k normální mikroflóře drůbeže, ale je často přítomna u chronicky infikovaných ptáků (celoživotní bakterionosiči), aniž by vykazovali klinické příznaky onemocnění. Ptáci přežívající choleru jsou tak rezervoárem infekce. Také kadávery ptáků uhynulých na akutní choleru mohou být zdrojem infekce, zejména při kanibalismu.
Potenciálními nosiči nebo vektory P. multocida mohou být také volně žijící ptáci (vrabci, holubi), myši, krysy, ale i většina domácích zvířat (skot, ovce). Obecně jsou tyto bakterie pro drůbež avirulentní, s výjimkou izolátů od prasat a možná také od koček. Součástí infekčního řetězce může být také hmyz (mouchy, klíšťáci, čmelík kuří).
Přenos P. multocida v hejnu se děje přímým kontaktem mezi zvířaty nebo aerogenně. Pasteurely jsou rozšiřovány exkrety z dutiny zobáku, nosu a spojivky nemocných ptáků, kterými je kontaminováno prostředí, zejména krmivo a pitná voda. Trus jen velmi zřídka obsahuje živé bakterie. Asymptomní nosiči přechovávají bakterie v nosních dutinách, sinusech a choanách. Infekce se také může šířit nepřímo živými a neživými kontaminovanými vektory (personál, pytle od krmení, nářadí, transportní prostředky aj.). Přenos vejcem je asi možný, ale dosud nebyl exaktně prokázán.

### Patogeneze
Vstupní branou infekce jsou sliznice horních cest dýchacích a hltanu, případně poranění kůže. Vysoce virulentní kmeny P. multocida způsobují v krátké době akutní septikémii s následnými koagulopatiemi, přičemž uvolňovaný endotoxin může vyvolat náhlý úhyn (šok). Méně virulentní kmeny způsobují bakteriémii a kolonizaci plic, jater, ledvin, sleziny a srdce. Slabě virulentní kmeny obecně způsobují chronické onemocnění s respiračními příznaky. Endotoxiny produkované pasteurelami poškozují krevní cévy, způsobují edém, hemoragie a koagulační nekrózu, zejména v játrech. Onemocnění po infekci méně virulentními kmeny obvykle vznikne po stresech nebo u imunosupresovaného hostitele.

## Projevy nemoci (symptomatologie)
Inkubační doba je 4 hodiny až 9 dnů.

### Klinika
Cholera drůbeže může probíhat perakutně, akutně nebo chronicky. Při perakutním průběhu jsou často jediným příznakem náhlé úhyny, které během několika dnů mohou přesáhnout i 50 % v postiženém chovu.
Akutní průběh je charakterizován vysokou morbiditou i mortalitou. Klinické příznaky se objevují často pouze několik hodin před úhynem, případně úhyn může být jediným příznakem onemocnění. Zpravidla ale dochází k úhynům po 2 až 4denním onemocnění. Možnými příznaky jsou deprese, horečka, anorexie, načepýřené peří, mukózní výtoky ze zobáku a nozder (obsahující velký počet bakterií), průjem, zrychlené a ztížené dýchání. Bezprostředně před úhynem se objevuje cyanóza, nejlépe viditelná na neopeřených částech hlavy (hřeben a lalůčky). Průjmové výkaly jsou zpočátku vodnaté a bělavé, později nazelenalé a obsahují hlen. U kachen se mohou vyskytovat plovací pohyby končetin. Ptáci, kteří přežijí počáteční akutní septikémii, často vykazují respirační šelesty, konjunktivitidu nebo zduření podočnicových dutin, případně mohou později uhynout v důsledku zhoršeného zdravotního stavu, vyhublosti a dehydratace, nebo se mohou stát chronicky nemocnými, případně se i uzdravit.
Chronická forma cholery obvykle následuje po akutním stadiu nemoci nebo vzniká jako důsledek infekce P. multocida o nízké virulenci. Trvá 1-2 týdny i déle a je doprovázena poruchami růstu a vývoje a poklesem snášky. Příznaky i změny většinou závisí na lokalizaci infekce. Pozoruje se zduření lalůčků ("lalůčková nemoc"), sinusů, kloubů končetin nebo křídel, prstních polštářků nebo sternální burzy v důsledku nahromadění fibrinózního exsudátu. Může se vyskytovat exsudativní konjunktivitida a faryngitida. V případě infekce plen mozkových, středního ucha nebo lebečních oblastí se objevuje tortikolis. Infekce respiračního traktu se projevuje ztíženým dýcháním, tracheálními šelesty a hlenovitým výtokem ze zobáku a nosu. Chronicky nemocná drůbež může uhynout, stát se asymptomním nosičem po dlouhou dobu nebo se uzdravit. U dravců, sov a holubů byla popsána granulomatózní dermatitida.

### Patologie
Makroskopické změny při choleře nejsou konstantní. Jsou závislé na virulenci původce a vnímavosti hostitele. Při perakutním průběhu může být pitevní nález i negativní. Akutní formu charakterizují zejména četné krváceniny v mnoha orgánech a tkáních a mnohočetné tečkovité nekrózy ve zduřelých játrech, hydroperikard, ascites. U nosnic bývají postižena i ovaria. Zralé folikuly mohou být svraštělé a ochablé, thekální krevní cévy jsou méně viditelné. V peritoneální dutině se může vyskytovat žloutek z prasklých folikulů.
Chronická forma cholery se obvykle projevuje lokalizovanými infekcemi, na rozdíl od septikemické povahy akutní formy. Lokální změny jsou obecně charakterizovány katarálním až fibrinózně purulentním zánětem a různým stupněm nekrózy a fibroplazie v infikovaných orgánech. Postiženy mohou být lalůčky (lalůčková choroba), kosti (osteomyelitida), klouby (artritida), pochvy šlachové, prstní polštářky, sternální burza, kůže (granulomatózní dermatitida), peritoneální dutinu (exsudativní serozitida, žloutková peritonitida), vaječník a vejcovod. U krůt s příznaky CNS byly zjištěny infekce plen mozkových, středního ucha (otitis media) a kostí lebeční klenby. V játrech a slezině se mohou nacházet granulomy. U vodní drůbeže se může vyskytovat difteroidní enteritida.

### Imunita
V obraně hostitele před pasteurelou, typickým extracelulárním parazitem, se uplatňují především polymorfonukleární leukocyty. U imunního zvířete je inhibováno rychlé šíření pasteurel do krevního řečiště a monocyto-makrofágového systému. Imunizace kuřat proti choleře navržená Pasteurem byla jedním z prvých imunizačních postupů, při nichž bylo použito imunogenních avirulentních mutant. Imunogenní složka je vázána na bakteriální pouzdro, proto jsou teplem inaktivované bujónové vakcíny zcela neúčinné.

## Diagnostika
Předběžná diagnóza cholery se stanovuje na základě anamnestických údajů, klinických příznaků a pitevního nálezu, případně nálezem bipolárních bakterií v obarvených preparátech. Pro konečnou diagnózu je však nezbytné laboratorní vyšetření (kultivační průkaz původce a jeho identifikace).
Diferenciální diagnostika. Při perakutním až akutním průběhu cholery je nutné klinicky i pitevně odlišit především vysokopatogenní formu influenzy A, Newcastleskou nemoc a septikemicky probíhající pseudotuberkulózu a červenku, salmonelózy, streptokokózy a stafylokokózy. Stejně tak je nutné odlišit další nemoci s podobnými příznaky nebo nálezy, jako jsou hemofilová rýma, herpesvirová enteritida kachen a infekční synovitida.

## Terapie a prevence
Léčba cholery je používána s rozdílnými výsledky. Septikémií postižená zvířata jen vzácně přežijí, i když je možné pokusit se o jejich záchranu injekční aplikací dlouhodobě působících sulfonamidů. Další možností je aplikace sulfonamidů nebo antibiotik v pitné vodě nebo v krmivu; po ukončení léčby ale často dochází k opětovnému výskytu nemoci. Nezbytná je testace citlivosti, protože kmeny P. multocida vykazují rozdílnou citlivost na léky a při dlouhodobé terapii může vznikat rezistence. Možná je také kombinace antibiotik s hyperimunním sérem. Terapie ptáků s chronickou formou je velmi obtížná, vzhledem k ireversibilním změnám, které se vyskytují v parenchymatózních orgánech. V konkrétních případech výskytu cholery je také nutné zvážit epizootologickou situaci. Někdy je vhodnější likvidace chovu místo nejisté léčby.
Vzhledem k problematické účinnosti vakcín představují protinákazová a zoohygienická opatření základní a hlavní způsob ochrany chovů. Cílem je přerušení infekčního řetězce. Na rozdíl od některých jiných bakteriálních onemocnění není cholera šířena z líhní, objevuje se až v chovu. Protože primárním zdrojem infekce je obvykle nemocná drůbež nebo rekonvalescentní nosiči, je nutné taková zvířata eliminovat nebo zabránit jejich vstupu do hejna. Toho lze dosáhnout jednorázovým naskladňováním a vyskladňováním, omezením existence smíšených chovů různých věkových skupin i druhů, zlepšenou zoohygienou a sanitací prostředí před naskladněním. Skutečnost, že P. multocida může být izolována i z jiných domácích zvířat (prasata, psi, kočky), hlodavců i volně žijících ptáků, znamená zamezit jejich vstupu i vletu do hal z chovanou drůbeží. Rovněž je třeba kontrolovat pohyb osob na farmě.